# Оријент (Ајова)
Оријент (енгл. Orient) град је у америчкој савезној држави Ајова. По попису становништва из 2010. у њему је живело 408 становника.

## Демографија
Према попису становништва из 2010. у граду је живело 408 становника, што је 6 (1,5%) становника више него 2000. године.
| Група             | 2000.       | 2010.       |
| Белци             | 395 (98,3%) | 398 (97,5%) |
| Афроамериканци    | 0 (0,0%)    | 0 (0,0%)    |
| Азијати           | 0 (0,0%)    | 0 (0,0%)    |
| Хиспаноамериканци | 5 (1,2%)    | 9 (2,2%)    |
| Укупно            | 402         | 408         |